# 洛佐洛
洛佐洛（義大利語：Lozzolo），是意大利韦尔切利省的一个市镇。总面积6平方公里，人口831人，人口密度138.5人/平方公里（2009年）。ISTAT代码为002072。

## 友好城市
- 義大利阿达堡